# 568 (tal)
568 är det naturliga heltal som följer 567 och följs av 569.

## Matematiska egenskaper
- 568 är ett jämnt tal.
- 568 är ett sammansatt tal.
- 568 är ett defekt tal.
- 568 är ett Ulamtal.

## Inom vetenskapen
- 568 Cheruskia, en asteroid.